# Сербенская, Александра Антоновна
Александра Антоновна Сербенская (род. 1 марта 1929) ― советский и украинский учёный в области лингвистики, доктор филологических наук, автор монографий и учебных пособий по методике изучения и преподавания украинского языка. Профессор кафедры телевидение и радиовещания Львовского национального университета имени Ивана Франко, профессор кафедры издательского дела и редактирования Украинской академии книгопечатания, академик АН Высшей школы Украины.

## Биография
Александра Антоновна Сербенская родилась 1 марта 1929 года в городке Золотой Поток, ныне в Тернопольской области. В годы Великой Отечественной войны, в возрасте пятнадцати лет, с 1944 по 1945 годы стала работать бухгалтером в Золотопотоцком райфинотделе Тернопольской области.
С 1947 по 1948 годы трудилась библиотекарем Бучачской средней школы, а затем стала работать учительницей Нагирнянськой семилетней школы в Бучацком районе. С 1951 по 1958 годы проходила обучение в высшем учебном заведении на филологическом факультете Львовского педагогического института.
С 1959 года работала в должности старшего лаборанта кафедры иностранных языков, а вскоре и перешла на должность преподавателя института. С 1967 по 1972 годы работала в должности доцента кафедры украинского языка филологического факультета. С 1973 по 1985 годы трудилась в должности доцента кафедры стилистики и редактирования факультета журналистики. В 1985 году и на протяжении двенадцати лет возглавляла кафедру языка СМИ на факультете. Профессор кафедры телевидения и радиовещания.
Является автором более 200 публикаций по вопросам украинской терминологии, культуры украинского языка, лингводидактики, франкознавства, в частности словарей, пособий, монографий.
Проживает во Львове.

## Награды
Заслуги отмечены медалями:
- Орден княгини Ольги 3 степени,
- Орден Львова
- другие медали.

## Монографии и работы
- «Антисуржик. Учимся вежливо вести себя и правильно говорить» (1993),
- «Феномен родного языка в интерпретации Ивана Франко» (1997),
- «Новые тенденции в языке современной прессы» (1998),
- «Язык прессы как эстетический стереотип эпохи» (2000),
- «Феномен устной речи» (2000),
- «Инновации в языке современных СМИ» (2001),
- «Актуальные проблемы экологии украинского языка и современные средства массовой коммуникации» (2002).